# Стеријина награда
Стеријина награда је скуп награда које се додељују током Стеријиног позорја које се сваке године одржава у част Јовану Стерији Поповићу, великом српском књижевнику и комедиографу. Стеријине награде су међу најугледнијим наградама у области позоришне уметности у Србији.

## Категорије награде
- Стеријина награда за најбољу представу
- Стеријина награда за текст савремене домаће драме
- Стеријина награда за режију
- Стеријина награда за глумачко остварење
- Стеријина награда за сценографско остварење
- Стеријина награда за костимографско остварење
- Стеријина награда за оригиналну сценску музику
- Стеријина награда за сценски покрет
- Стеријина награда за позоришну критику
- Специјална Стеријина награда
- Стеријина награда за животно дело